# Vertrouwenspersoon
Een vertrouwenspersoon is een persoon binnen een bedrijf, school of de directe omgeving van mensen, aan wie men vertrouwelijke zaken kwijt kan. Vaak heeft dit betrekking op bijvoorbeeld seksuele intimidatie of persoonlijke problemen.
Voor kindermishandeling bestaat in Vlaanderen per provincie een vertrouwenscentrum kindermishandeling

## Werkterrein
Vertrouwenspersonen komen vaak voor binnen een bedrijf of school. De persoon heeft hier dan een speciale cursus of opleiding voor gevolgd. Vertrouwenspersonen in de directe omgeving van mensen met problemen zijn over het algemeen gewoon vrienden die het niet erg vinden om problemen van anderen aan te horen en daar eventueel bij te helpen. Meestal maakt een vertrouwenspersoon een rapport dat naar de directie van het bedrijf of de school gaat.

## Geheimhoudingsplicht
In veel gevallen is in het contract van de vertrouwenspersoon vastgelegd dat deze geheimhoudingsplicht heeft. Deze plicht zorgt ervoor dat de personen die met bepaalde problemen kampen de vertrouwenspersoon ook daadwerkelijk vertrouwen.

## Problemen
Met de volgende problemen krijgt een vertrouwenspersoon vaak te maken:

### Pesterijen
Op school of op de werkvloer komt het nog weleens voor dat er mensen gepest worden. Als deze personen hun verhaal kwijt willen dan kunnen ze zich wenden tot de vertrouwenspersoon.

### Discriminatie
Discriminatie overlapt een klein beetje met de pesterijen: Het een kan volgen op het ander. Een vertrouwenspersoon kan mensen die gediscrimineerd worden vaak waardevolle tips geven over hoe discriminatie ontlopen kan worden.

### Seksuele intimidatie
Seksuele intimidatie komt op de werkvloer vrij veel voor. Als er mensen naar de vertrouwenspersoon toekomen met klachten over seksuele intimidatie, dan kan deze informatie (met toestemming van het slachtoffer) doorgespeeld worden aan de werkgever. Deze is verplicht de intimidatie te bestrijden.